# Stan obiektu (informatyka)
Stan obiektu – wartość (aktualna, bieżąca) przypisana do obiektu. Obiekt może być w jednym lub w wielu stanach (jednak nie jednocześnie) w trakcie swojego cyklu życia.